# Plasa
Plasa je krška visoravan u Bosni i Hercegovini. Visina joj je oko 1400 metara nad morem.
Nalazi se u sjeveroistočnom dijelu Čvrsnice, Hercegovina. Plasa leži između dolina Doljanke, Neretve i Grabovice u koje se spuštaju njene strme litice. Građena je od jurskih vapnenaca i dijeli se na niži Gvozd i višu Pravu Plasu. Gvozd je uvala s mnogo malih vrtača široka dva kilometra i obrasla bukovom i borovom šumom za razliku od Prave Plase koja je gola i s većim vrtačama. Prava Plasa ima nekoliko uzvišenja od kojih je naveće Plasa na 1577 metara nadmorske visine.
Na Plasi se nalazi planinarska kuća sa šest ležajeva.